# Constitution tunisienne de 1959
Lire en ligne

Jurisite Tunisie

Décret-loi beylical du 21 septembre 1955 Loi constituante du 16 décembre 2011
La Constitution tunisienne de 1959 est promulguée le 1er juin 1959. L'application du texte est suspendue à la suite de la révolution de janvier 2011, une Assemblée constituante étant élue le 23 octobre 2011 pour rédiger un nouveau texte. Dans l'intervalle, un décret-loi du 23 mars 2011 puis une loi constitutive du 16 décembre de la même année organisent provisoirement les pouvoirs publics. La nouvelle Constitution est adoptée le 26 janvier 2014.
Norme juridique suprême du pays, composée de 78 articles, elle constitue la deuxième Constitution de l'histoire moderne du pays. La première est adoptée en 1861, faisant de la Tunisie le premier État arabe à adopter un tel texte, après la proclamation du Pacte fondamental de 1857.
Fondement juridique du régime républicain, elle est marquée par l'affirmation d'un exécutif fort. Le Conseil constitutionnel vérifie a posteriori la conformité des lois à la Constitution quand il en est saisi.

## Histoire
Peu avant l'indépendance de la Tunisie, un décret du 29 décembre 1955 institue une Assemblée constituante. Le 6 janvier 1956, un autre décret fixe les modalités de son élection : tous les hommes de nationalité tunisienne et âgés de 21 ans révolus sont déclarés électeurs ; les candidats doivent être âgés de 30 ans révolus et savoir lire et écrire. Le scrutin doit se tenir au scrutin majoritaire à un tour sans possibilité de panachage. Un arrêté du 1er mars fixe le nombre de circonscriptions à 18 et le nombre de sièges de l'assemblée à 98.
Après l'indépendance reconnue le 20 mars 1956, celle-ci est élue le 25 mars, journée déclarée fériée par un décret du 22 mars ; une élection partielle est également organisée le 26 août afin de pourvoir dix sièges devenus vacants. Installée au palais du Bardo, elle élabore une nouvelle Constitution avec pour projet initial d'établir une monarchie constitutionnelle. Toutefois, le 25 juillet 1957, elle vote l'abolition de la monarchie beylicale et l'instauration du régime républicain, avec la nomination de Habib Bourguiba comme président à titre provisoire, dans l'attente de la rédaction du texte constitutionnel. Une fois approuvé par l'Assemblée constituante, celui-ci est promulgué le 1er juin 1959, trois ans après l'indépendance, au travers de la loi no 59-57 parue au Journal officiel de la République tunisienne.
Le préambule figurant dans la loi, ouverte par la basmala, appelle notamment à consolider l'unité nationale, à rester fidèle aux enseignements de l'islam et à l'ancrage de la Tunisie à son environnement maghrébin et arabe, et à instaurer une démocratie « fondée sur la souveraineté du peuple et caractérisée par un régime politique stable basé sur la séparation des pouvoirs ». La république y est jugée comme le régime à même de garantir le respect des droits de l'homme, l'égalité des citoyens et le développement économique.

## Articles

### Dispositions générales

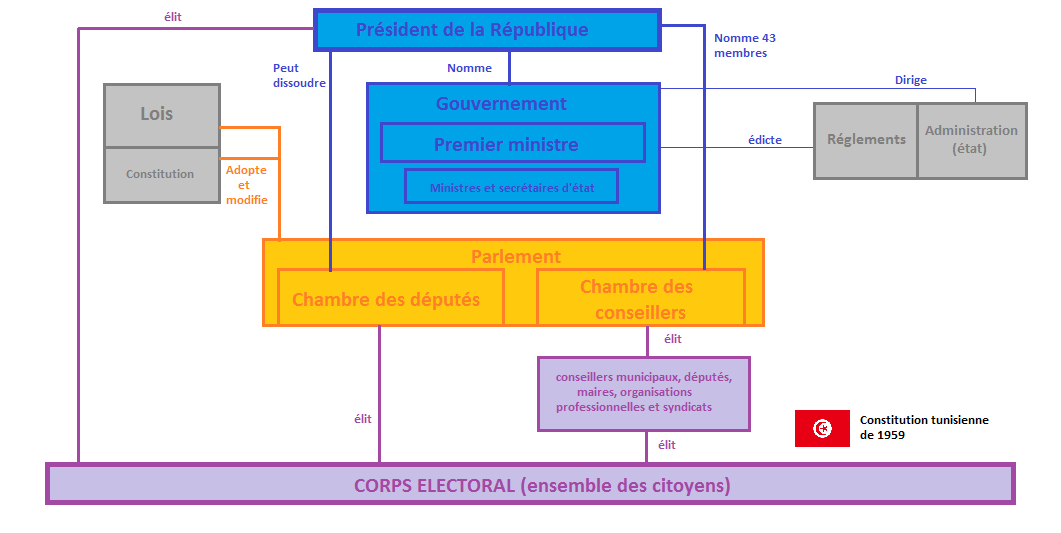
Organigramme des institutions selon la Constitution.

Le premier chapitre de la Constitution, rassemblant 17 articles, donne les grands principes sur lesquels se fondent l'État et la société tunisienne.

#### Principes
Le premier d'entre eux fait de la Tunisie un État « libre, indépendant et souverain » ; l'islam est élevé au rang de religion d'État et l'arabe au rang de langue officielle. La république est choisie comme son régime politique. L'article 2 proclame son rattachement au « Grand Maghreb Arabe » et sa volonté de participer à son unification ; tout changement constitutionnel qui en découlerait serait soumis à référendum puisque, selon l'article 3, le peuple tunisien est détenteur de la souveraineté. Pour sa part, l'article 4 décrit le drapeau de la Tunisie ainsi que la devise républicaine.
Les autres articles s'attachent à énumérer les droits et devoirs du citoyen et de l'État tunisiens. L'article 5 garantit les libertés fondamentales et les droits de l'homme « dans leur acception universelle, globale, complémentaire et interdépendante », les principes de l'État de droit et du pluralisme, la dignité de l'homme et le développement de sa personnalité, l'inviolabilité de la personne humaine et la liberté de conscience, ainsi que le libre exercice des cultes « sous réserve qu'il ne trouble pas l'ordre public ». Les valeurs de solidarité, d'entraide et de tolérance entre les individus, les groupes et les générations sont également citées.

#### Droits, devoirs et libertés
Dans cet ordre d'idées, l'article 6 proclame les mêmes droits et devoirs pour tous les citoyens, jugés égaux devant la loi. Ces droits individuels peuvent être limités selon l'article 7 par un acte législatif visant « la protection des droits d'autrui, le respect de l'ordre public, la défense nationale, le développement de l'économie et le progrès social ».
Diverses libertés (opinion, expression, presse, publication, réunion et association) sont reconnues à l'article 8, mais soumises aux conditions définies sur le plan légal, tout comme le droit syndical et le droit de propriété (article 14). L'article 9 reconnaît également l'inviolabilité du domicile, le secret de la correspondance et la protection des données personnelles alors que l'article 10 garantit la liberté de circulation « dans les limites prévues par la loi » ; le bannissement ou l'interdiction de rentrer au pays sont interdits par l'article 11, tout comme l'extradition de réfugiés politiques (article 17).
Les partis politiques, organisés sur des bases démocratiques, doivent pour être reconnus « respecter la souveraineté du peuple, les valeurs de la République, les droits de l'homme et les principes relatifs au statut personnel », mais aussi rejeter la violence, le fanatisme, le racisme et la discrimination. Ils ne peuvent non plus se fonder sur une religion, une langue, une race, un sexe ou une région et entretenir des liens de dépendance avec l'étranger.
Sur le plan judiciaire, les articles 12 et 13 donnent également des garanties aux citoyens : garde à vue et détention préventive soumises au contrôle judiciaire, présomption d'innocence, peine personnelle, traitement de l'individu « dans le respect de sa dignité », etc.
L'article 15 se réfère à la défense nationale, tout à la fois définie comme un droit et un « devoir sacré » de chaque citoyen, et l'article 16 fait référence au devoir de paiement de l'impôt « sur la base de l'équité ».

### Pouvoir législatif

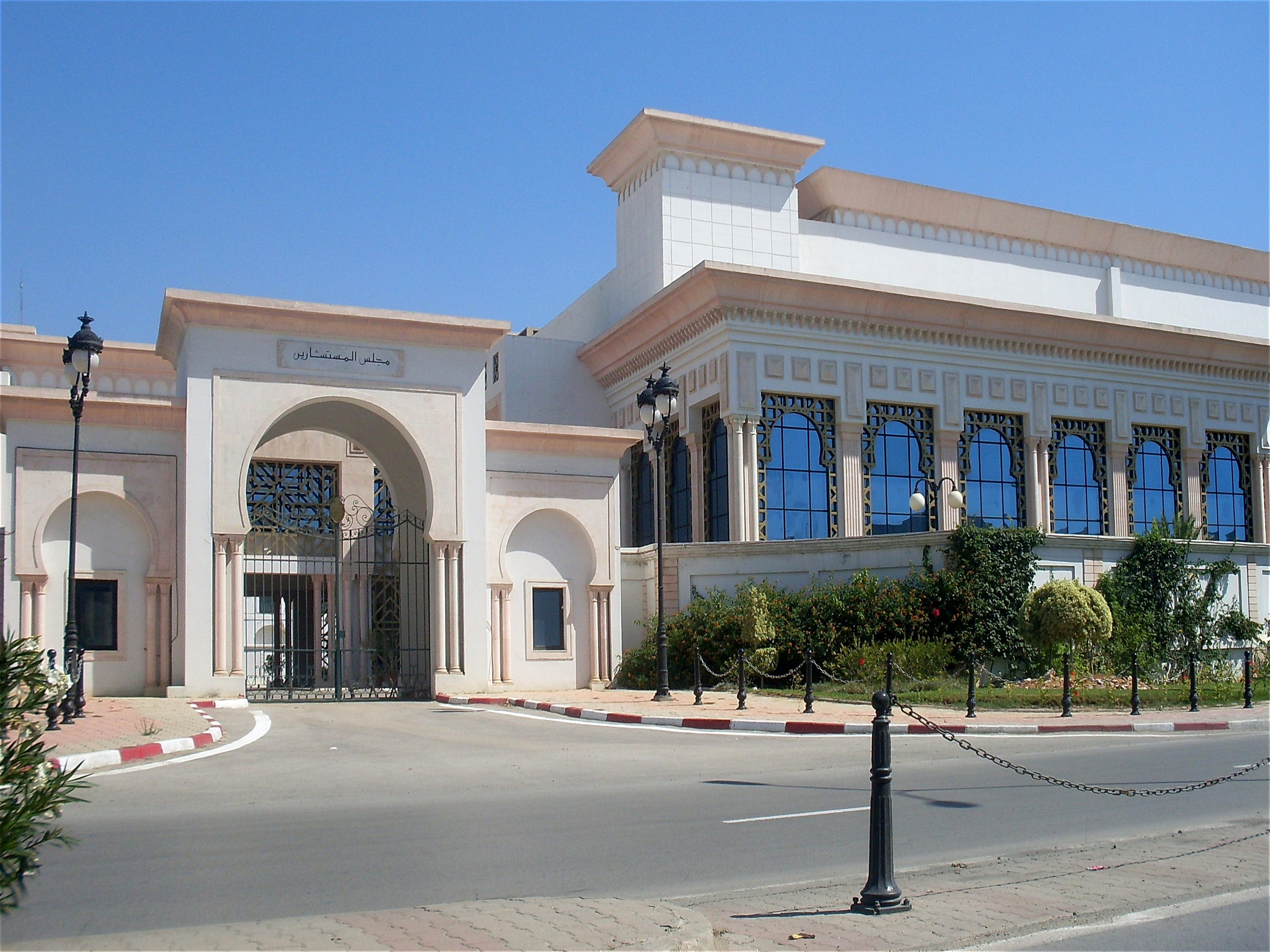
Siège de la Chambre des conseillers.

Le chapitre II, subdivisé en 18 articles, est consacré aux règles constitutionnelles relatives au pouvoir législatif.
Aux termes de l'article 18, le pouvoir législatif est confié au parlement composé de la Chambre des députés et de la Chambre des conseillers. La première est élue au suffrage universel direct pour un mandat de cinq ans, au contraire de la seconde qui est élue par les élus locaux pour un mandat de six ans et renouvelée par moitié tous les trois ans ; le nombre de membres de cette dernière chambre ne peut dépasser les deux tiers de celui des députés.
L'article 19 précise également leur répartition : représentants des gouvernorats choisis parmi les élus locaux et représentants des employeurs, agriculteurs et salariés choisis parmi les candidats des organisations professionnelles ; le président de la République désigne le reste des membres « parmi les personnalités et les compétences nationales ». Selon l'article 24, les deux institutions siègent à Tunis et sa banlieue sauf circonstances exceptionnelles. En « cas de guerre ou de péril imminent », leurs mandats peuvent être prorogés par une loi votée par les députés selon l'article 23.
Les articles 20 et 21 précisent quant à eux les conditions pour être électeur et éligible. D'une part, toute personne de nationalité tunisienne depuis au moins cinq ans et âgée de 18 ans peut voter. D'autre part, toute personne dont l'un des parents est de nationalité tunisienne et qui est âgée de 23 ans au moins le jour de la candidature pour la Chambre des députés, de 40 ans au moins pour la Chambre des conseillers, est éligible. Une fois élu, chaque député représente la nation entière selon l'article 25. Les articles 26 et 27 fixent l'immunité accordée aux parlementaires. Ainsi, le député ou le conseiller ne peut être poursuivi, arrêté ou jugé « en raison d'opinions exprimées, de propositions émises ou d'actes accomplis dans l'exercice de son mandat au sein de chaque chambre ». Il en est de même pour les crimes et délits durant l'exercice de leur mandat, sauf à ce que leur immunité soit levée par la chambre concernée ou que le flagrant délit soit constaté.

#### Lois

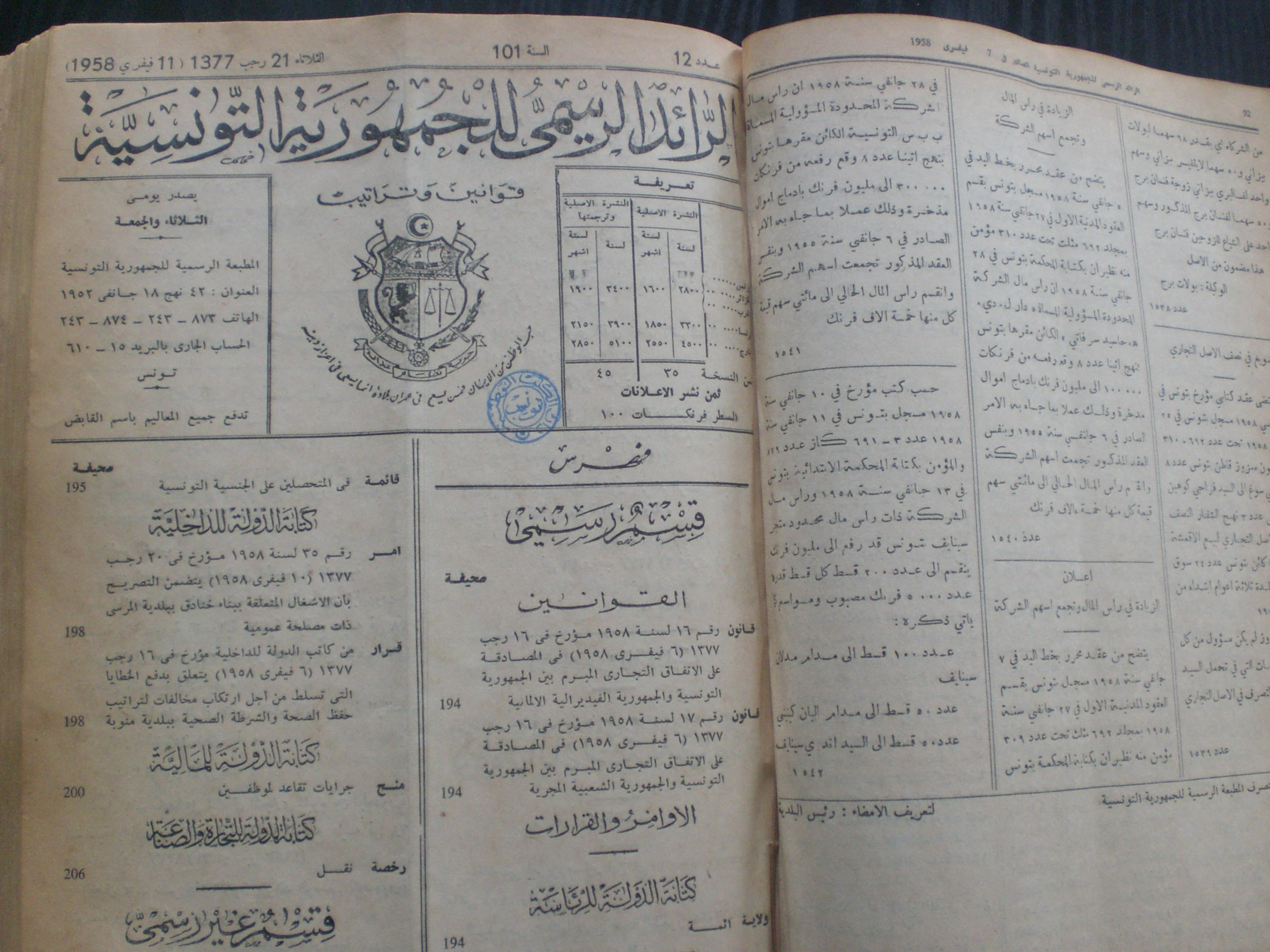
Journal officiel de la République tunisienne où sont publiées les lois adoptées.

Si l'initiative des projets de lois appartient aussi bien au président de la République qu'aux députés, les projets présidentiels sont toutefois déclarés prioritaires. Par ailleurs, aucun projet présenté par les députés ne peut conduire à une réduction des ressources publiques ou à une augmentation des charges. Pour un délai et un objet déterminé, les deux chambres peuvent charger le président de la République de gouverner par des décrets-lois devant être soumis à leur approbation à la fin du délai ; le président peut faire de même durant les vacances des chambres. Les lois organiques doivent être votées à la majorité absolue des membres de la chambre concernée et les lois ordinaires à la majorité des présents, qui ne peut être inférieure au tiers du total des membres ; les conditions de l'approbation des lois de finances et du budget sont également précisées.
L'article 32 liste les traités devant être approuvés par la Chambre des députés et qui bénéficient d'une autorité supérieure aux lois. L'article 34 fixe quant à lui les types de textes prenant la forme de lois, les autres types étant régis par le pouvoir réglementaire selon les conditions de l'article 35 ; le président de la République qui exerce ce pouvoir peut donc déclarer irrecevable tout texte intervenant dans ce domaine et le soumettre au Conseil constitutionnel.

#### Fonctionnement
Les sessions ordinaires des chambres se tiennent entre octobre et juillet ; elles peuvent être convoquées durant leurs vacances en session extraordinaire à la demande du président de la République ou de la majorité des députés. Chacune d'entre elles élit des commissions permanentes ainsi que des commissions pour étudier les plans de développement et les lois de finances, se charger de l'immunité parlementaire et du règlement.
L'article 33 détaille les rapports entre les deux chambres : la Chambre des conseillers doit ainsi se déterminer sur un projet adopté par les députés dans un délai de quinze jours, sans quoi il est soumis au président de la République pour promulgation. En cas de différences entre les textes adoptés, une commission mixte paritaire est constituée pour fixer, en une semaine, les désaccords avec l'approbation du gouvernement ; la Chambre des députés peut cependant refuser les amendements négociés. Si la commission ne parvient pas à un accord, le texte adopté par la Chambre des députés est promulgué.

#### Rapport à l'exécutif
L'immunité parlementaire et l'existence de deux chambres semblent garantir une séparation entre le pouvoir législatif et le pouvoir exécutif. Cependant, le rôle du pouvoir législatif se trouve cantonné à valider ou invalider les propositions de l'exécutif. En effet, l'article 28 stipule que les membres de la Chambre des conseillers ne peuvent proposer de lois. Les députés peuvent en proposer mais celles du président de la République ont la priorité quant à leur examen ; ils ne peuvent pas non plus proposer des lois engendrant une modification de l'assiette fiscale ou de nouvelles dépenses. Ce rôle de contrôle se trouve très insuffisant quant à la loi de finances où, en cas de refus de cette loi à la fin de l'année calendaire, l'exécutif peut fonctionner avec ces projets de loi pendant trois mois renouvelables en passant par des décrets.
L'article 34 définit l'ensemble des sujets nécessitant une loi, qui est très large. De ce fait, l'exécutif ne peut se contenter de décrets et se voit obligé de passer devant le pouvoir législatif pour valider les réformes qu'il propose.

### Pouvoir exécutif
Le chapitre III, consacré au pouvoir exécutif, est le plus long de la Constitution : il compte en effet 26 articles dont 19 consacrés à la fonction de président de la République et 5 au gouvernement. Le cadre est tout d'abord donné par un article introductif, l'article 37, qui indique que ce pouvoir est entre les mains du président de la République ; celui-ci est assisté par le gouvernement sous la direction d'un Premier ministre.

#### Présidence de la République
La section I, consacrée à la présidence, s'ouvre par l'article 38 lui attribuant la fonction de chef d'État et précisant que l'islam doit être sa religion. Élu selon l'article 39 au suffrage universel direct pour un mandat de cinq ans, au cours d'une élection pouvant se faire en deux tours, il est rééligible sans limitation du nombre de mandats ; ce mandat peut être prorogé par la Chambre des députés « pour cause de guerre ou de péril imminent ». L'article 40 précise ensuite les conditions d'éligibilité : être Tunisien, exclusivement de nationalité tunisienne, de religion musulmane, de père, de mère, de grands-pères paternel et maternel tunisiens, « demeurés tous de nationalité tunisienne sans discontinuité », âgé de 40 à 75 ans au moment de sa candidature, jouir de tous les droits civils et politiques et être présenté par un nombre déterminés de députés et présidents de municipalités. Les candidatures sont ensuite validées par le Conseil constitutionnel.
Plusieurs articles précisent les fonctions présidentielles, notamment l'article 41 qui en fait le « garant de l'indépendance nationale, de l'intégrité du territoire et du respect de la Constitution et des lois ainsi que de l'exécution des traités ». Il oriente la politique générale de l'État selon l'article 49 et en « informe la Chambre des députés ». Assurant la continuité de l'État, il bénéficie pour ses activités d'une immunité juridictionnelle durant et après l'exercice de ses fonctions. Les articles 42 à 45 donnent des précisions concernant son serment constitutionnel, le siège de la présidence, son rôle en tant que chef suprême de l'armée nationale et son rôle diplomatique ; l'article 48 lui donne le droit de conclure des traités, le droit de déclarer la guerre et conclure la paix et le droit de grâce. Il peut aussi soumettre des projets de lois au référendum selon les conditions de l'article 47.
Les cas de « péril imminent menaçant les institutions de la République, la sécurité et l'indépendance du pays et entravant le fonctionnement régulier des pouvoirs publics » confèrent, au titre de l'article 46, des pouvoirs exceptionnels ne nécessitant qu'une consultation du Premier ministre et des présidents des chambres législatives.
En ce qui concerne l'activité gouvernementale et législative, le président joue là aussi un rôle clé : il nomme et révoque le Premier ministre et les membres du gouvernement dont il préside le Conseil des ministres où sont délibérés les projets de lois. Il promulgue les lois publiées au Journal officiel de la République tunisienne, dont il veille à l'exécution, et exerce le pouvoir réglementaire. Il bénéficie également de la prérogative de renvoyer un projet de loi à la Chambre des députés pour une deuxième lecture et, dans les cas où le Conseil constitutionnel remet un avis, de lui renvoyer le projet après modification de certains des articles. Il pourvoit enfin les emplois supérieurs, aussi bien civils que militaires, prérogative qu'il peut déléguer au Premier ministre.
Les articles 56 et 57 prévoient enfin la procédure en cas d'empêchement provisoire ou définitif du président de la République. Dans le premier cas, il peut déléguer la plupart des attributions au Premier ministre. Dans le second cas, en raison d'un décès, d'une démission ou d'un « empêchement absolu », c'est le Conseil constitutionnel qui est chargé de constater la vacance et c'est le président de la Chambre des députés qui est investi de la plupart de ses fonctions pour une période de 45 à 60 jours. Ce dernier ne peut se présenter à l'élection présidentielle et aucune modification de la Constitution ou présentation d'une motion de censure n'est autorisée.

#### Gouvernement

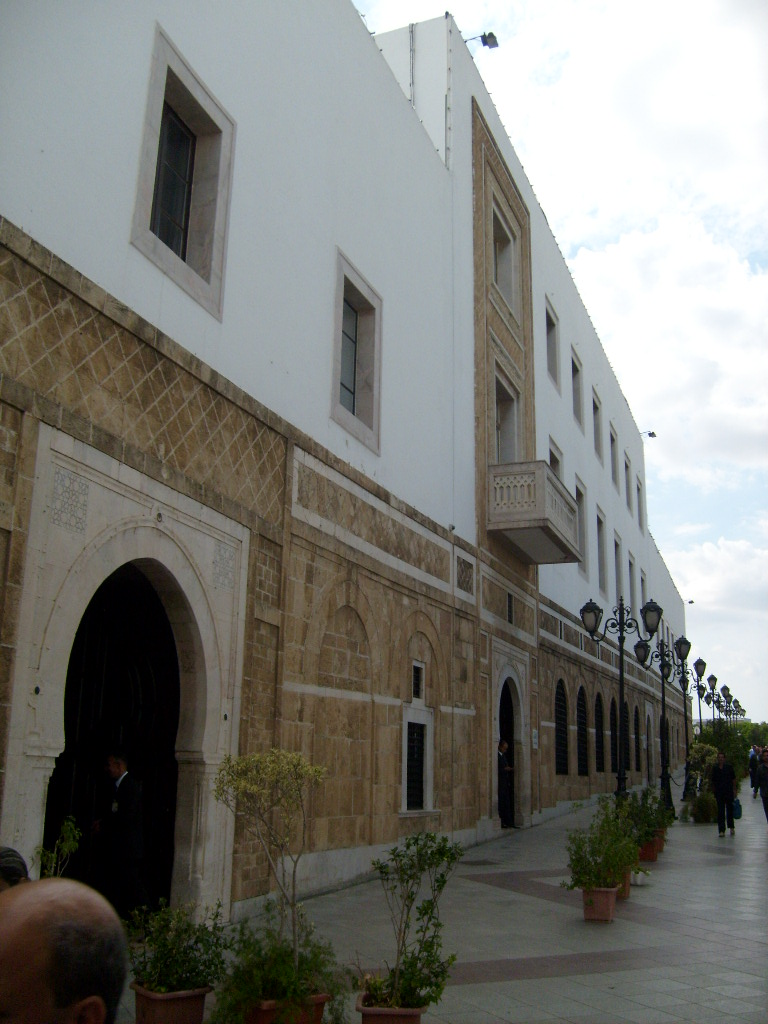
Dar El Bey, siège du Premier ministère.

La section II encadre l'activité du gouvernement, qui veille selon l'article 58 à la mise en œuvre de la politique telle que définie par le président de la République devant qui il est responsable selon l'article 59. Il est dirigé par le Premier ministre qui, selon les termes de l'article 60, « dirige et coordonne l'action du gouvernement ». Les rapports entre gouvernement et parlementaires sont également précisés par l'article 61, notamment les questions orales et écrites soumises aux ministres et les réponses qui peuvent y être apportées.
L'article 62 ouvre également la possibilité du vote par la Chambre des députés d'une motion de censure contre le gouvernement « s'il s'avère à la chambre qu'il n'agit pas en conformité avec la politique générale de l'État et les options fondamentales prévues par les articles 49 et 58 ». Motivée et signée par au moins un tiers des députés, elle doit être adoptée à la majorité absolue des députés, un cas qui ne s'est jamais présenté à ce jour.

### Pouvoir judiciaire
Le pouvoir judiciaire est régi par le chapitre IV regroupant quatre articles. L'article 64 précise que « les jugements sont rendus au nom du peuple et exécutés au nom du président de la République » alors que l'article 65 proclame l'indépendance de l'autorité judiciaire et sa soumission à la seule autorité de la loi.
Les deux articles suivants précisent le mode de nomination des magistrats : l'article 66 indique qu'ils sont nommés par décret du président de la République sur proposition du Conseil supérieur de la magistrature. Ce dernier, établi par l'article 67, doit assurer le « respect des garanties accordées aux magistrats en matière de nomination, d'avancement, de mutation et de discipline ».

### Institutions diverses
Un certain nombre d'organismes sont ensuite créés par les chapitres V à VIII qui ne comptent qu'un article chacun : l'article 68 institue la Haute Cour, instance judiciaire destinée à juger les membres du gouvernement accusés de haute trahison, alors que l'article 69 institue le Conseil d'État regroupant le Tribunal administratif et la Cour des comptes. Le Conseil économique et social est pour sa part institué par l'article 70 et les institutions décentralisées — conseils municipaux, conseils régionaux et collectivités locales — par l'article 71.
Le Conseil constitutionnel dispose quant à lui d'un chapitre propre, le chapitre IX, ajouté par la loi constitutionnelle no 95-90 du 6 novembre 1995. Cet organe examine obligatoirement la constitutionnalité d'une série de textes listés à l'article 72, qu'ils soient votés par le Parlement ou soumis directement par le président de la République. Le Conseil constitutionnel constitue également une voie de recours définitif en ce qui concerne les résultats des élections législatives et assure le suivi de l'organisation des référendums. L'article 75 précise enfin la composition de l'organe — neuf membres dont quatre sont désignés par le président de la République et deux par le président de la Chambre des députés (affilié au parti présidentiel) — et les incompatibilités de fonctions.

### Révision
Le chapitre X est consacré aux conditions de révision du texte constitutionnel. L'article 76 précise ainsi que l'initiative en revient au président de la République ou au tiers au moins des députés. Toute modification peut être soumise à référendum mais le changement de la forme républicaine de l'État est exclu d'avance.
L'article 77 stipule que le projet de révision doit être adopté par la Chambre des députés, à une majorité des deux tiers après deux lectures, ou par référendum après son adoption par la Chambre des députés en une lecture et à la majorité absolue.

## Amendements
À partir de 1959, la Constitution a été amendée par les lois constitutionnelles suivantes, :
- 1er juillet 1965 : loi no 65-23 modifiant l'article 29 ;
- 30 juin 1967 : loi no 67-23 modifiant l'article 29 ;
- 31 décembre 1969 : loi no 69-63 modifiant l'article 51 ;
- 19 mars 1975 : loi no 75-13 modifiant les articles 40 et 51 ;
- 8 avril 1976 : loi no 76-37 modifiant et complétant la Constitution ;
- 9 juin 1981 : loi no 81-47 modifiant certains articles et remplaçant l'appellation « Assemblée nationale » par « Chambre des députés » ;
- 9 septembre 1981 : loi no 81-78 organisant des élections législatives anticipées ;
- 25 juillet 1988 : loi no 88-88 modifiant la Constitution ;
- 8 novembre 1993 : loi no 93-105 relative aux prochains mandats législatif et présidentiel ;
- 6 novembre 1995 : loi no 95-90 relative au Conseil constitutionnel ;
- 27 octobre 1997 : loi no 97-65 modifiant et complétant certains articles ;
- 2 novembre 1998 : loi no 98-76 portant modification du paragraphe premier de l'article 75 ;
- 30 juin 1999 : loi no 99-52 portant disposition dérogatoires au troisième alinéa de l'article 40 ;
- 1er juin 2002 : loi no 2002-51 modifiant certains articles ;
- 13 mai 2003 : loi no 2003-34 portant dispositions dérogatoires au troisième alinéa de l'article 40 ;
- 28 juillet 2008 : loi no 2008-52 modifiant l'article 20 de la Constitution et portant dispositions dérogatoires au troisième alinéa de l'article 40 de la Constitution[23]

La plus importante modification est celle du 8 avril 1976 qui reconnaît au Premier ministre et au gouvernement des prérogatives spécifiques dans l'exercice du pouvoir exécutif et l'assistance du chef d'État. L'Assemblée nationale obtient un droit de contrôle théorique sur l'action du gouvernement dont la responsabilité est engagée à plusieurs reprises ; le parlement a même le pouvoir théorique de destituer le président de la République dans des cas bien particuliers. Modifiée à nouveau le 25 juillet 1988, elle limite le nombre de mandats présidentiels à trois après que Habib Bourguiba s'est fait proclamer président à vie. Cette limitation va cependant « s'accompagner d'une aggravation de la concentration des pouvoirs entre les mains du président de la République tout en supprimant les contre-pouvoirs indispensables à toute démocratie ». Le 1er juin 2002, à la suite du premier référendum de l'histoire du pays tenu le 26 mai de la même année, la réforme supprime entre autres la limite du nombre de mandats présidentiels, allonge l'âge limite pour déposer une candidature à la présidence, instaure une immunité judiciaire pour le président (durant et après l'exercice de ses fonctions) et crée un parlement bicaméral.